# 腺瘤样瘤
腺瘤样瘤（英語：Adenomatoid tumor），是一种原生的间皮性肿瘤。它一般出现于生殖道，比如睾丸和副睾。但是，它也发现于胰腺中。
在妇科中，它也发现于子宫和输卵管里。